# Alexander Welch Reynolds
Pour les articles homonymes, voir Reynolds.
Alexander Welch Reynolds (avril 1816 ou août 1817 - 26 mai 1876) est un officier de carrière dans l'armée des États-Unis qui a servi lors de la guerre américano-mexicaine et un brigadier général de l'armée confédérée au cours de la guerre de Sécession, combattant principalement sur le théâtre occidental. Après le conflit, il sert comme officier dans l'armée égyptienne.

## Avant la guerre
Alexander W. Reynolds naît en soit en 1816 soit en 1817, dans le comté de Frederick, en Virginie. Il entre à l'académie militaire de West Point, en 1833, et est diplômé cinq ans plus tard, trente-cinquième sur 45 cadets,. Il est nommé second lieutenant dans le 1st U.S. Infantry le 1er juillet 1838. Reynolds est promu premier lieutenant le 11 juin 1839, et est l'adjudant régimentaire du 1st U.S. Infantry du 19 octobre au 1er mars 1840.
Au cours de la guerre américano-mexicaine, Reynolds est capitaine dans l'armée américaine, en tant que quartier-maître adjoint de l'armée à partir du 4 août 1847. Il a ce grade le 15 mars 1848, quand il quitte sa commission. Reynolds est démis de l'armée américaine, le 8 octobre 1855, à la suite de la disparition de 126 307 $ du bureau de Reynolds à Santa Fe, où il est stationné. Au moment de son licenciement, il a occupé plusieurs postes de quartier-maître, au cours desquels il s'adonnait à de la double facturation, de la surfacturation et du détournement de fonds publics. Reynolds possède également des intérêts totaux ou partiels dans deux scieries, deux mines d'or, quatre ranchs, deux maisons, trois hôtels et plusieurs lots municipaux. Cependant, trois ans plus tard, avec l'aide de ses connexions politiques, il est restauré au service avec son précédent grade de capitaine à compter du 29 mars 1858.

## Guerre de Sécession

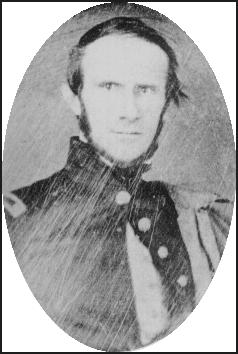
Reynolds en tant que capitaine de l'armée des États-Unis

Pendant la guerre de Sécession, Reynolds choisit de suivre son état d'origine et la cause confédérée. Il devient un déserteur de l'armée américaine et entre dans l'armée des États confédérés en 1861. Il est nommé capitaine dans l'infanterie confédérée le 16 mars 1861 et il est promu colonel du 50th Virginia Infantry le 10 juillet 1861. Ses soldats l'appellent le « vieux Gauley ».
Reynolds, sert d'abord sous les ordres du brigadier général John B. Floyd dans l'ouest de la Virginie. En mars 1862, Reynolds est envoyé sur le théâtre occidental. Il rejoint le commandement d'Edmund Kirby Smith dans l'armée du Kentucky, dans tout le reste de 1861 et la plupart de 1862. Après l'échec de la campagne du Kentucky dans son objectif, l'armée de Smith rejoint l'armée du Tennessee du général Braxton Bragg lors d'une réorganisation des forces confédérées sur le théâtre occidental. Le 16 décembre 1862, le président confédéré Jefferson Davis ordonne le transfert la division du major général Carter L. Stevenson dans l'armée du lieutenant général John C. Pemberton. Reynolds utilise les relations politiques de son beau-frère, le représentant de Virginie Mason Mathews, pour obtenir sa promotion d'officier général par le secrétaire à la Guerre, James Seddon. Le général Reynolds, commandant une brigade de la division de Stevenson, part avec ses troupes à Vicksburg.

### Vicksburg
Contrairement aux trois autres brigades de la division de Stevenson, la brigade de Reynolds subit peu de pertes lors de la bataille de Champion's Hill. Pendant le siège de Vicksburg, sa brigade tient une partie du secteur le plus au sud, près de la « Salient Work ». Sa brigade perd 14 tués, 25 blessés et 14 disparus pendant le siège. La brigade de Reynolds fait partie de la garnison qui se rend le 4 juillet 1863. Reynolds est fait prisonnier.

### Chattanooga
Reynolds est échangé le 13 octobre 1863, et promu brigadier général avec une date de prise de rang au 14 septembre 1863. Reynolds mène une brigade dans la division du major général Simon Bolivar Buckner au cours de la campagne de Chattanooga. Après l'ordre du président confédéré Davis au lieutenant général James Longstreet de reprendre Knoxville, dans le Tennessee, la division de Buckner est envoyée comme renfort. Lorsque l'armée de l'Union attaque Bragg, le 23 novembre, la brigade de Reynolds est toujours en attente d'embarquer à bord des trains qui la mènerait à Knoxville. Détachée de sa division, Bragg l'envoie au combat.

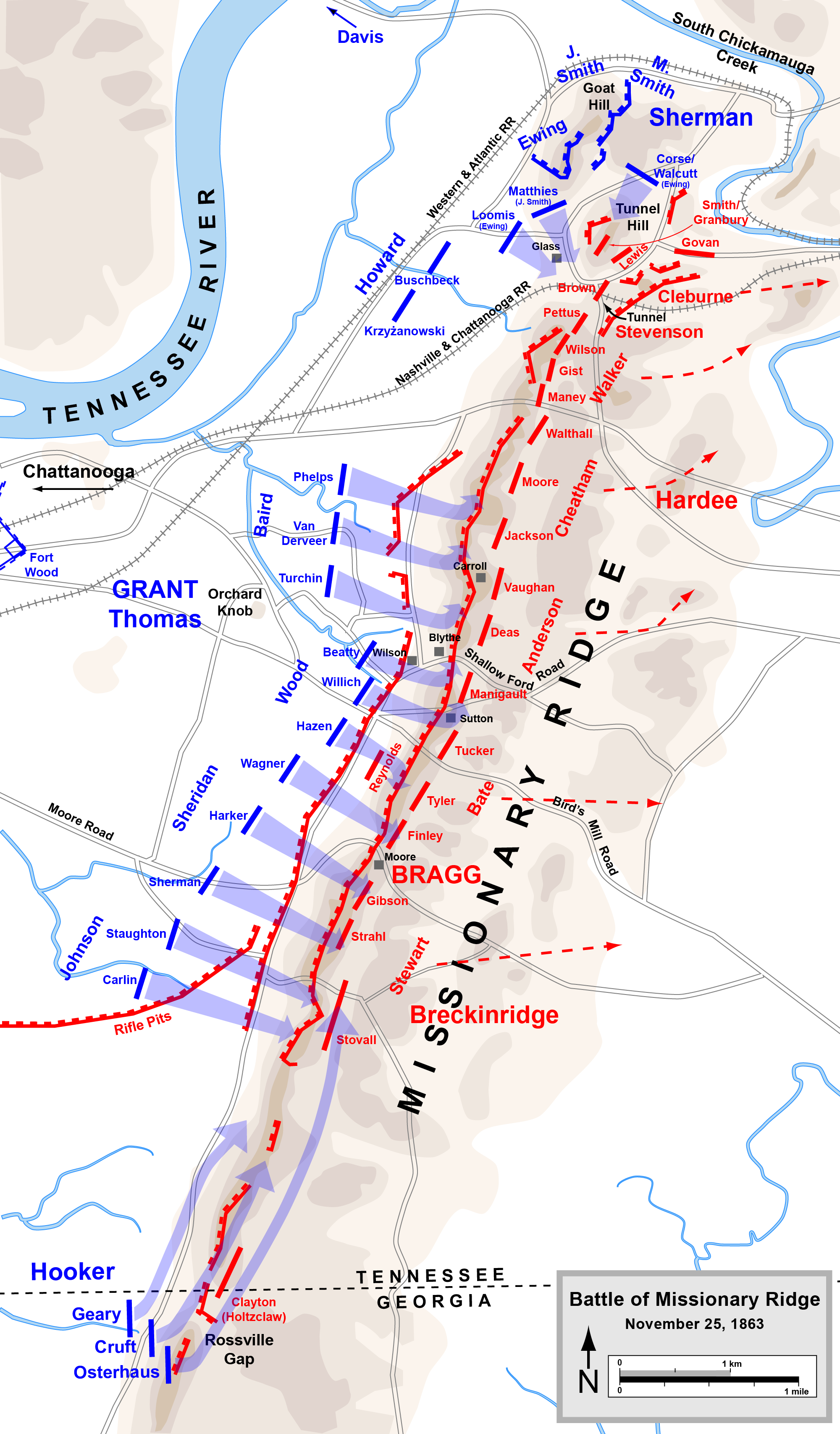
En 1863, la bataille de Missionary Ridge. La force de Reynold est près du centre de la carte.

Lors de la bataille de Missionary Ridge, Bragg et le commandant du corps John C. Breckinridge commettent probablement une grave erreur tactique en plaçant les troupes de Reynolds et d'autres brigades dans une première ligne de parapets à la base de la crête. Dans le cas d'une attaque fédérale, les deux généraux prévoient que les hommes de Reynolds tirent une seule salve et se retirent sur une position sur la crête d'où un trou a été délibérément laissé. Pour aggraver l'erreur, Bragg ordonne à Reynolds de déplacer sa brigade au sommet de la crête en début d'après-midi. Comme par hasard, ses hommes commencent à se retirer vers arrière lorsque l'attaque principale de l'Union commence. Cela encourage les  fédéraux qui attaquent et démoralise les troupes confédérées à proximité dans la première ligne. Les troupes de Reynolds sont hors d'haleine au moment où elles atteignent leur position vide sur la crête. Lorsque les soldats de l'Union percent la brigade suivante au nord, ses hommes épuisés mettent en place une brève résistance avant de retraiter.

### Atlanta
Reynolds continué au commandement d'une brigade de l'armée du Tennessee au cours de la campagne d'Atlanta de 1864. Il sert dans la division de Stevenson du corps du lieutenant général John Bell Hood. Il combat lors des batailles de Rocky Face Ridge, Resaca, et Adairsville avant d'être blessé à la bataille de New Hope Church le 27 mai. Au cours de la guérison de ses blessures, Reynolds est nommé adjoint de l'inspecteur général du district de Géorgie en 1865 jusqu'à la fin de la guerre. Il est libéré sur parole à Athens, en Géorgie, le 8 mai.

## Après la guerre
Reynolds entre au service de l'Égypte en 1869 en tant que colonel dans l'armée égyptienne. Le chef d'état-major égyptien, Charles Pomeroy Stone affecte Reynolds en tant que quartier-maître, officier du commissariat, et le trésorier général. Lui et sa femme (qu'il appelle la duchesse), et son fils Frank, et l'épouse de Frank et son fils n'installent à Alexandrie, en Egypte. Ils deviennent amis avec un petit cercle d'américains expatriés qui comprend Stone, William W. Loring, et Raleigh E. Colston.
La tragédie frappe la famille de Reynolds en 1875. L'année précédente Frank Reynolds est retourné aux États-Unis avec sa femme et son fils pour acheter des fusils Remington pour le gouvernement Égyptien. En 1875, Frank tombe malade et meurt à  Ilion, New York. Après cela, Mme Reynolds retourne à Philadelphie, en Pennsylvanie, où elle meurt rapidement. À ce moment, Reynolds perd le soutien du groupe des expatriés quand la plupart des officiers américains partent pour la guerre contre l'Éthiopie. Avec ses arriérés de salaire du gouvernement Égyptien et ses dettes, il est obligé de s'installer dans une minable maison de pension. Il meurt dans son lit, le 26 mai 1876. Selon les commérages, l'alcoolisme a contribué à son décès.
Le lieu exact d'inhumation d'Alexander W. Reynolds n'est pas connus ; ce pourrait être dans une tombe anonyme d'Alexandrie ou dans le caveau Patton situé à Lewisburg, à l'Ouest de la Virginie, dans l'ancien cimetière presbytérien d'Old Stone. Un monument funéraire en mémoire de Reynolds est érigé dans le cimetière de St. James the Less situé à Philadelphie.